# Sherlock Gnomes
Sherlock Gnomes (Brasil: Gnomeu e Julieta: O Mistério do Jardim / Portugal: Sherlock Gnomes) é um filme de animação coputadorizado, de comédia romântica e mistério 3D britânico-americano dirigido por John Stevenson. Uma sequência de Gnomeu e Julieta (2011), o filme mostra as vozes de James McAvoy, Emily Blunt, Chiwetel Ejiofor, Mary J. Blige e Johnny Depp. O filme foi produzido pela Paramount Animation, Metro-Goldwyn-Mayer e Rocket Pictures, com o serviço de animação fornecido pela Mikros Image.
O filme foi lançado nos Estados Unidos em 23 de março de 2018, pela Paramount Pictures e a Metro-Goldwyn-Mayer, que substituíram a distribuidora do filme anterior, Walt Disney Studios Motion Pictures (por meio da Touchstone Pictures) e foi o primeiro filme de animação da MGM lançado desde Igor (2008). Sherlock Gnomes arrecadou US$ 90 milhões em todo o mundo contra um orçamento de $ 59 milhões e recebeu críticas geralmente negativas.

## Enredo
Gnomeu e Julieta recrutam o detetive Sherlock Gnomes e seu ajudante, Gnome Watson, para ajudar a investigar o misterioso desaparecimento dos outros gnomos do jardim.

## Elenco
- James McAvoy como Gnomeu, o filho de Lady Azulejo, o marido de Julieta e contrapartida de gnomo azul para Romeu.
- Emily Blunt como Julieta, filha do Lorde Tijolinho, esposa de Gnomeu e uma contrapartida de gnomo vermelho para Julieta.
- Johnny Depp como Sherlock Gnomes, amigo de Gnomo Watson e uma homenagem de gnomo para Sherlock Holmes.
- Chiwetel Ejiofor como Gnomo Watson, amigo de Sherlock Gnomes e uma homenagem de gnomo para John Watson.
- Mary J. Blige como Irene, a ex-namorada de Sherlock, a arqui-inimiga de Julieta e uma contrapartida para Irene Adler.
- Jamie Demetriou como Moriarty, uma contrapartida de Professor Moriarty.
- Michael Caine como Lord Redbrick, o líder dos gnomos vermelhos e o pai viúvo superprotetor de Julieta e sua contraparte para Senhor Capuleto.
- Maggie Smith como Lady Bluebury, o líder dos gnomos azuis e a mãe viúva de Gnomeu; contrapartida de Senhora Montéquio.
- Ashley Jensen como Nanette, uma sapa de jardim de plástico Escocês, melhor amiga de Julieta e namorada de Paris; Contraparte para Enfermeira.
- Matt Lucas como Benny, o melhor amigo de Gnomeu; contrapartida de Benvolio.
- Stephen Merchant como Paris, um gnomo vermelho nerd que estava disposto a se casar com Julieta; é namorado de Nanette e contrapartida de Conde Paris.
- Julie Walters como Sra. Montéquio, o proprietário idoso do jardim.
- Richard Wilson como o Sr. Capuleto, o proprietário idoso do jardim.
- Julio Bonet como Mankini, um gnomo vermelho.
- Ozzy Osbourne como Corça, um cervo de jardim.
- Dan Starkey como Teddy Gregson, uma contraparte para Tobias Gregson.
- John Stevenson como Grande Gorilla

## Produção
Em março de 2012, foi relatado que o filme estava em desenvolvimento na Rocket Pictures. Andy Riley e Kevin Cecil, dois dos nove escritores do primeiro filme, estariam escrevendo o roteiro do filme. Steve Hamilton Shaw e David Furnish produziriam o filme, e Elton John, um produtor executivo, iria novamente compor novas músicas para o filme. O filme contará com Sherlock Gnomes, "o maior detetive ornamental" contratado pelos personagens do primeiro filme, que tentará resolver o mistério dos gnomos desaparecidos.
Em setembro de 2012, foi relatado que John Stevenson, um dos diretores de Kung Fu Panda (2008) foi definido para dirigir o filme. Kelly Asbury, o diretor do primeiro filme, não foi capaz de dirigir a sequência por estar ocupado com Os Smurfs e a Vila Perdida para a Sony Pictures Animation. No entanto, ele se envolveu na sequência como consultor criativo e reprisou seu papel como os Red Goon Gnomes.

### Escalação do elenco
Em novembro de 2015, foi anunciado que Johnny Depp daria voz a Sherlock Gnomes e que o filme seria lançado em 12 de janeiro de 2018. McAvoy e Blunt reprisaram seus papéis.

### Animação
Ao contrário do primeiro filme, que foi animado pela Arc Productions (atualmente Jam Filled Toronto), Sherlock Gnomes foi animado pela Mikros Image em Londres e Paris. Como o primeiro filme, a animação do filme foi criada usando o Maya. Sessenta por cento da equipe de animação estava em Londres e o resto em Paris. Durante o pico de produção, havia entre 80 e 100 animadores trabalhando no projeto. O diretor de animação Eric Leighton inspirou-se em Puppetoons de George Pal para a animação dos gnomos do filme. A animação dos personagens humanos foi feita via captura de movimento. A animação adicional foi produzida pela Reel FX Creative Studios em Dallas, Texas, e a animação dos créditos finais foi produzida pelo Studio AKA em Londres.

### Trilha sonora
Sherlock Gnomes: Original Motion Picture Soundtrack foi lançado em 10 de março. O filme contará com músicas originais de Elton John, bem como música de outros artistas, como Mary J. Blige, entre outros.

## Lançamento
O filme foi originalmente programado para ser lançado nos Estados Unidos em 12 de janeiro de 2018. Em maio de 2017, o filme foi adiado dois meses para 23 de março de 2018.

### Marketing
Em 3 de novembro de 2017, sete cartazes foram lançados. No mesmo dia, o título foi alterado de Gnomeo and Juliet 2: Sherlock Gnomes para Sherlock Gnomes. Em 7 de novembro, o primeiro trailer foi revelado. O trailer foi exibido antes das exibições de Daddy's Home 2.
O filme também lançou cartazes parodiando filmes anteriores de 2017, como Darkest Hour, The Disaster Artist, The Greatest Showman, The Post, Eu, Tonya, Guardiões da Galáxia Vol. 2, All the Money in the World, Mulher-Maravilha e A Forma da Água.

### Home media
Sherlock Gnomes foi lançado em Digital HD em 5 de junho de 2018 e em Blu-ray e DVD em 12 de junho de 2018 nos Estados Unidos.

## Recepção

### Bilheteria
Sherlock Gnomes arrecadou US$ 43,2 milhões nos Estados Unidos e Canadá e US$ 47,1 milhões em outros territórios, com um total mundial de US$ 90,4 milhões, contra um orçamento de produção de US$ 59 milhões.
Nos Estados Unidos e Canadá, Sherlock Gnomes foi lançado junto com Círculo de Fogo: A Revolta, Sol da Meia-Noite, Distúrbio e Paulo, Apóstolo de Cristo, e foi projetado para arrecadar US$ 13-18 milhões em 3.600 cinemas em seu fim de semana de estreia. Ele acabou estreando com US$ 10,6 milhões, com desempenho inferior, mas ainda terminando em 4º lugar nas bilheterias.

### Crítica especializada
No site agregador de críticas Rotten Tomatoes, o filme tem uma taxa de aprovação de 27% com base em 67 avaliações com uma classificação média de 4,5/10. O consenso crítico do site diz: "Sherlock Gnomes está triste e totalmente perplexo com o mistério da razão de sua própria existência.". No Metacritic, o filme tem uma pontuação média ponderada de 36 de 100, com base em 14 críticos, indicando "críticas geralmente desfavoráveis". O público entrevistado pelo CinemaScore deu ao filme uma nota média de "B +" em uma escala de A+ a F.

### Prêmios
| Ano  | Prêmio                          | Categoria                                  | Destinatários                                           | Resultado       | Ref.   |
| ---- | ------------------------------- | ------------------------------------------ | ------------------------------------------------------- | --------------- | ------ |
| 2018 | Prémios People's Choice         | Filme familiar favorito                    | Sherlock Gnomes                                         | Pré-selecionado | [ 22 ] |
| 2018 | Hollywood Music in Media Awards | Melhor Canção Original - Filme de Animação | "Stronger Than I Ever Was" - Elton John e Bernie Taupin | Venceu          | [ 23 ] |
| 2019 | Framboesa de Ouro               | Pior Ator                                  | Johnny Depp                                             | Indicado        | [ 24 ] |
| 2019 | Framboesa de Ouro               | Pior Combinação de Tela                    | Johnny Depp                                             | Indicado        | [ 24 ] |
| 2019 | Framboesa de Ouro               | Pior Combinação de Tela                    | Sua carreira cinematográfica em rápido declínio         | Indicado        | [ 24 ] |